# Divín
Divín este o comună slovacă, aflată în districtul Lučenec din regiunea Banská Bystrica. Localitatea se află la altitudinea de 265 m deasupra n.m., se întinde pe o suprafață de 23,93 km2 și în 2017 număra 2.075 de locuitori.

## Istoric
Localitatea Divín este atestată documentar din 1329.

## Demografie
| An:                | 1994 | 2004   | 2014   | 2024   |
| ------------------ | ---- | ------ | ------ | ------ |
| Număr de persoane: | 2102 | 2045   | 2076   | 2012   |
| Diferență:         |      | −2,71% | +1,51% | −3,08% |

| An:                | 2023 | 2024   |
| ------------------ | ---- | ------ |
| Număr de persoane: | 2027 | 2012   |
| Diferență:         |      | −0,74% |